# Bertha Zück
Bertha (Anna Barbara) Zück, också kallad Babette, född 2 februari 1797, död 20 februari 1868 på Stockholms slott, var en svensk, (ursprungligen tysk) kammarjungfru och ekonomimästare hos Sveriges drottning Josefina. 
Bertha Zück kom till Sverige från Bayern i Tyskland med Josefina av Leuchtenberg år 1823. Ursprungligen anställd som kammarjungfru, fick hon ansvaret för Josefinas ekonomi, en ovanlig post för en kvinna på 1800-talet. 
Zück var, tillsammans med Josefinas katolske biktfader Lorentz Studach Josefinas närmaste förtrogna, vän och favorit. Dessa tre stod så nära att de vid hovet var kända under namnet "Trion". Hon var den enda som deltog i gudstjänsterna i Josefinas privata katolska kapell på slottet förutom Josefina själv. 
Zück insjuknade 1866 och blev då på Josefinas begäran omhändertagen av en katolsk Elisabethsyster vid namn Valeria, en av de två första medlemmar av denna orden som samma år anlände till Sverige. 